# Buster Wilson
Albert Wesley „Buster“ Wilson (* 1897 in Atlanta, Georgia; † 23. Oktober 1949 in Los Angeles, Kalifornien) war ein US-amerikanischer Jazzpianist.
Wilson wuchs in Los Angeles auf und spielte 1921 als Nachfolger von Lil Hardin Armstrong bei King Oliver im Wayside Park und 1922 mit den Five Hounds of Jazz von Dink Johnson. Mit dem Saxophonisten und Klarinettisten Charlie Lawrence leitete er eine Combo, aus der das Sunnyland Jazz Orchestra wurde, in dem er 1923 bis 1926 spielte. Danach arbeitete er mit Mutt Carey (1927), Jimmie Noone, Curtis Mosby und den Quality Serenaders von Paul Howard. 1935/36 spielte er bei Lionel Hampton und mit Les Hite und 1941 mit Jelly Roll Morton. 1944 bis zu seinem Tod an Komplikationen einer Lungenentzündung in der Creole Jazz Band von Kid Ory, mit der er auch aufnahm.

## Lexikalischer Eintrag
- Carlo Bohländer, Karl Heinz Holler, Christian Pfarr: Reclams Jazzführer. 3., neubearbeitete und erweiterte Auflage. Reclam, Stuttgart 1989, ISBN 3-15-010355-X.